# Mountnessing
Mountnessing – wieś w Anglii, w hrabstwie Essex, w dystrykcie Brentwood. Leży 14 km na południowy zachód od miasta Chelmsford i 37 km na północny wschód od Londynu.